# Narol
Narol is een stad in het Poolse woiwodschap Subkarpaten, gelegen in de powiat Lubaczowski. De oppervlakte bedraagt 12,4 km², het inwonertal 2111 (2005).